# Akademika Sofia
Akademika Sofia byl hokejový klub ze Sofie, který hrával Bulharskou hokejovou ligu. Klub byl založen roku 1949. Zanikl v roce 2007. Jejich domovským stadionem je Winter Sports Palace.